# Johann Franz Brendler
Johann Franz Brendler, född april 1773 i Dresden, död 12 juni 1807 i Stockholm, var en tysk-svensk flöjtist och tonsättare.
Brendler kom till Sverige 1802 och blev anställd som flöjtist i Kungliga Hovkapellet. Han var far till tonsättaren Eduard Brendler.

## Biografi
Johann Franz Brendler föddes i april 1773. Han anställdes 1802 som flöjtist vid Kungliga Hovkapellet och avslutade sin anställning där 1807. Brendler avled 12 juni 1807. Han var gift med Henriette Louise Stölzel (1777-1817).

## Verk
- Adagio och tema med variationer för tvärflöjt. Uppförd oktober 1802 (variationer), 1804 och 1807 (variationer).[4]
- Romans och variationer för tvärflöjt med orkester. Uppförd april 1803.[4]
- Klarinettkonsert. Uppförd 1809 i Leipzig.[4]